# 缺耳耳蕨
缺耳耳蕨（学名：Polystichum exauriforme）为鳞毛蕨科耳蕨属下的一个种。

## 扩展阅读
- 維基物種上的相關：缺耳耳蕨